# ست رایدر
ست رایدر (انگلیسی: Seth Rider؛ زادهٔ ۶ مارس ۱۹۹۷) ورزشکار ورزش سه‌گانه اهل ایالات متحده آمریکا است.
وی در مسابقات کشوری و بین‌المللی در مجموع برندهٔ ۱ مدال نقره شده است.